# Булос, Массад
Массад Фарес Булос (араб. مسعد بولس‎), (род. 1971 год) — американский бизнесмен и политик, ливанского происхождения. 
1 декабря 2024 года Дональд Трамп объявил, что назначит его старшим советником по арабским и ближневосточным делам.

## Биография

### Ранняя жизнь
Булос родился в греческой православной семье в Кфараакке, Кура, Ливан (его фамилия означает апостол «Павел» на арабском языке). Он переехал в Техас в подростковом возрасте, где получил юридическое образование в юридическом центре Университета Хьюстона. И его отец, и дед были деятелями ливанской политики, а его тесть был ключевым спонсором Свободного патриотического движения.

### Карьера
После завершения образования Булос вернулся в семейный бизнес и занял пост генерального директора SCOA Nigeria, многомиллиардного конгломерата, который занимается дистрибуцией автомобилей и оборудования по всей Западной Африке.
Во время президентских выборов в США 2024 года Булос вёл кампанию за Трампа в мусульманских и арабских общинах вместе с Бишарой Бахбах, основавшей Arabs for Trump, и Ричардом Гренеллом. По словам Бахбаха, он стремился изобразить Трампа сторонником «глобального мира».
Булос выступал в качестве посредника между Палестинской администрацией и её лидером Махмудом Аббасом и Трампом.
Булос связан с христианскими политиками и партиями в Ливане, включая Сулеймана Франжье и Свободное патриотическое движение (FPM), которые являются христианскими союзниками «Хезболлы», но ведут переговоры с оппозиционными партиями, такими как Ливанские силы. По словам Арона Лунда, цитирующего отчет в As-Safir, Булос начал свою политическую карьеру как союзник Свободного патриотического движения Мишеля Ауна и представлял его в Нигерии, где Булос вёл бизнес. Булос оставался союзником Ауна после того, как он согласился на союз с Хезболлой. Первоначально Булос баллотировался в парламент в Куре, но снял свою кандидатуру ради другого списка, включавшего FPM, Марада (партию Франжье) и коммунистов. В 2009 году FPM включила его в шорт-лист, но Аун в конечном итоге выбрал другого кандидата. К 2018 году он был сторонником Марада Франжье. Арон Лунд, аналитик Century Foundation, пишет, что его карьера «точно не указывает на твердую приверженность какой-либо из сторон в ливанской или региональной политике», и что его назначение предполагает, что политика Трампа на Ближнем Востоке «часто будет легче понять в свете личностей, вращающихся вокруг Мар-а-Лаго [курорта, принадлежащего Трампу], чем через идеологическую призму или с точки зрения национальных интересов США».

## Личная жизнь
В 2022 году его сын Майкл женился на Тиффани Трамп, дочери Дональда Трампа. У него также есть ещё один сын по имени Фарес, который является актёром, сыгравшим роль в сериале «Корона». Булос имеет ливанское, нигерийское, французское и американское гражданство.